# Alcantara (Romblon)
Alcantara (Bayan ng Alcantara) är en kommun i Filippinerna. Kommunen tillhör provinsen Romblon och ligger på ön med samma namn. Folkmängden uppgår till 14 144 invånare.
Alcantara indelas i 12 barangayer.